# Jezioro Lubowidzkie Małe
Jezioro Lubowidzkie Małe lub Jezioro Małe Lubowidzkie – na obszarze Pradoliny Redy-Łeby w powiecie lęborskim województwa pomorskiego. Charakteryzuje się silnym "zabagnieniem" - zarastaniem. Wody Jeziora Lubowidzkiego Małego poprzez 500 m kanał zasilają wody Jeziora Lubowidzkiego.
Przed drugą wojną stosowana była nazwa (niem.) "Kl. Luggewieser See", obecnie urzędowo stosowana nazwa brzmi "Jezioro Małe Lubowidzkie".